# Летище Паро
Летище Паро (на дзонгкха: སྤ་རོ་གནམ་ཐང༌) е единственото международно летище от 4-те летища на Кралство Бутан.
Разположено е в дълбока долина на 6 km южно от град Паро. Обградено е от планински върхове, достигащи до 5500 m надморска височина. Летището е смятано за едно от най-предизвикателните летища на света. Само осем пилоти са квалифицирани да приземяват самолети на летището.
Полетите до и от Паро са допустими само при визуални метеорологични условия и само в светлата част на денонощието от изгрев до залез. Летището Паро е единственото летище в Бутан до 2011 г. То е достъпно по шосе – на 6 km от Паро и на 54 km от Тхимпху.

## История
През 1968 г. Индийската организация за погранични пътища строи писта в долината на Паро, която първоначално е използвана за вертолетни акции от Индийските въоръжени сили от името на правителството на Бутан. Първата бутанска въздушна линия Druk Air, е основана на 5 април 1981 г.
Летището е разположено дълбоко в долина на 2235 m надморска височина и е обградено от планини, достигащи височина до 5500 m. То е построено с писта с дължина 1200 m, което дава на бутанското правителство определени изисквания при избор на самолети, които да оперират на територията му. Те изискват 18-20-местни самолети, способни да излитат и кацат на къси писти, с голяма максимална височина на летене, голяма скорост на изкачване и голяма маневреност. Поради недостатъчната инфраструктура, изградена в Паро, всеки самолет трябва да може да прелети маршрута Калкута – Паро – Калкута (1200 km), без да презарежда гориво. Три вида самолети са взети предвид след летателни тестове, проведени в Индия и Бутан между 1978 и 1980 г. Обаче никой от тях не е одобрен като подходящ.
През 1981 г. правителството на Индия създава комисия, която да изследва изискванията за лекотоварните самолети. Позовавайки се на тези изследвания, бутанското правителство поръчва един Dornier Do 228-200 за доставки през януари 1983 г., с опцията за поръчка на втори към края на 1983 г. Първият Dornier Do 228 се приземява на летище Паро на 14 януари 1983 г. Точното време на кацане, броя пътници на борда и дори посоката на паркиране на самолета на летището са предварително определени от висшия лама на Ринпунг Дзонг.
Druk Air въвеждат редовни полети от Паро на 11 февруари 1983 г., с Полет 101 заминаващ от Паро за Калкута и връщащ се на следващия ден като Полет 102. По времето на започване на услугата, летище Паро е съставено от писта, двустайна сграда за контрол на въздушното движение (приземният ѝ етаж служи за чекиране) и летищен салон, разположен на поляната. Преди основаването на Департамент на гражданската авиация в Бутан през януари 1986 г., Druk Air са отговорни за функционирането и поддръжката на инфраструктурата на летището.
През 1990 г., пистата на летище Паро е удължена от 1402 m на 1964 m и подсилена за по-тежки самолети. Построен е хангар за самолетите, който е финансиран от индийското правителство, като част от „Проекта за развитие на летище Паро“.
На 21 ноември 1988 г. първият реактивен самолет на Druk Air, BAe 146-100, е доставен на летище Паро. През 2003 г., Druk Air търси заместител на BAe 146 и на 19 октомври 2004 г. на летището пристига Еърбъс A319.
През август 2010 г. Buddha Air става първата международна авиолиния, която предоставя чартъри до Паро. Tashi Air, първата бутанска частна авиолиния, започва да предоставя услугите си от декември 2011 г. През 2012 г. летището е използвано от 181 659 пътници.

## Съоръжения
Летището разполага с една асфалтова писта с дължина 1964 m и един терминал, функциониращ от 1999 г.

## Дестинации

### Пътнически
| Bhutan Airlines: | Банкок, Делхи, Катманду, Калкута Сезонни: Гая (започва на 4 декември 2016 г.)                |
| Buddha Air:      | Чартърен: Катманду                                                                           |
| Druk Air:        | Багдогра, Банкок, Делхи, Дака, Гелепу, Гувахати, Джакар, Катманду, Калкута, Мумбай, Сингапур |

### Товарни
| Druk Air: | Банкок, Дака, Калкута, Сингапур |